# Bahnstrecke Wallersdorf–Münchshöfen
| |                     |             |             |
| Streckenlänge: | 7,70 km             |             |             |
| Spurweite: | 1000 mm (Meterspur) |             |             |
| Maximale Neigung: | 33 ‰                |             |             |
| Minimaler Radius: | 80 m                |             |             |
| |                     |             |             |
| \| \| 0,00 \| Wallersdorf \| Wallersdorf \| \| \| 5,80 \| Büchling \| Büchling \| \| \| 7,70 \| Münchshöfen \| Münchshöfen \| |                     |             |             |
| Betriebs-/Güterbahnhof Streckenanfang (Strecke außer Betrieb)                                                                 | 0,00                | Wallersdorf | Wallersdorf |
| Dienststation / Betriebs- oder Güterbahnhof (Strecke außer Betrieb)                                                           | 5,80                | Büchling    | Büchling    |
| Betriebs-/Güterbahnhof Streckenende (Strecke außer Betrieb)                                                                   | 7,70                | Münchshöfen | Münchshöfen |

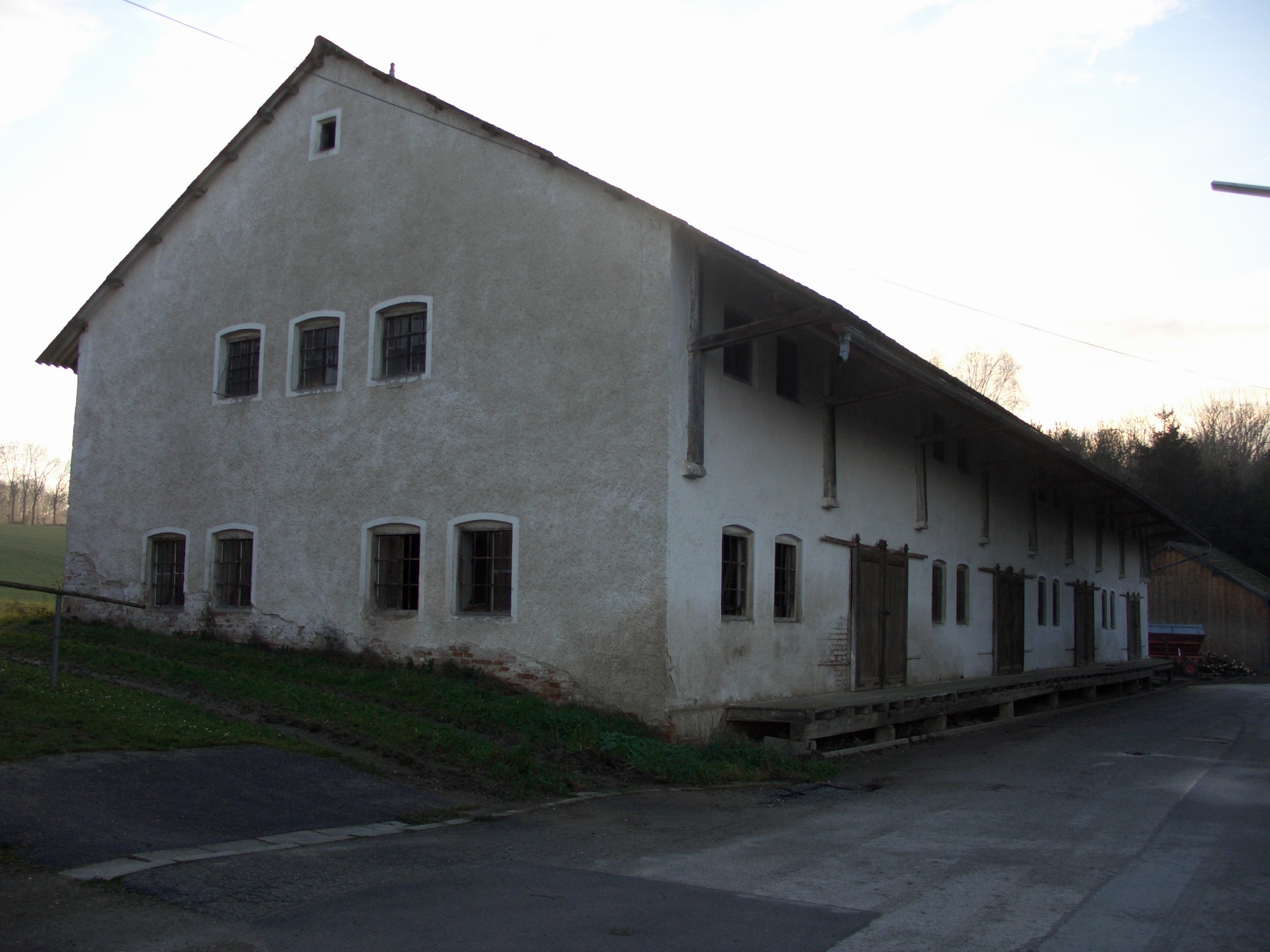
Lagerhaus am früheren Gleisanschluss in Münchshöfen

Die Bahnstrecke Wallersdorf–Münchshöfen war eine 7,7 Kilometer lange meterspurige Schmalspurbahn in Bayern. Sie führte von Wallersdorf an der Bahnstrecke Landshut–Plattling über Büchling nach Münchshöfen und diente ausschließlich dem Güterverkehr.
Die Strecke wurde von 1926 bis 1949 von der Kleinbahngenossenschaft Wallersdorf und Umgebung G.m.b.H. mit Sitz in Büchling betrieben, die der Eisenbahnaufsicht des Reichsbevollmächtigten für Bahnaufsicht in Regensburg unterstand.

## Geschichte

### Streckenplanung
Da die seit 1872 andauernden Bemühungen der Gäubodengemeinden unter Führung der Stadt Straubing um den Bau einer 1869 genehmigten normalspurigen Bahnstrecke von Straubing nach Landau an der Isar erfolglos blieben, gründeten Landwirte eine Genossenschaft zum Bau einer Schmalspurbahn mit Anschluss an die Bahnstrecke Landshut–Plattling. Die Genossenschaft erhielt laut Zeitler bereits mit dem bayerischen Gesetz vom 26. Juni 1908 die Genehmigung zum Bau einer Schmalspurbahn vom Bahnhof Wallersdorf über Büchling nach Münchshöfen. Am Genossenschaftskapital von 187.000 Reichsmark waren das Deutsche Reich und der Freistaat Bayern jeweils mit 90.000 Reichsmark beteiligt. Den Kapitalrest hielten die beteiligten Gemeinden und Landwirte.

### Errichtung und Inbetriebnahme
Der Streckenbau begann erst nach dem Ersten Weltkrieg. Nachdem der beabsichtigte günstige Erwerb von Gleisen und Fahrzeugen mit einer Spurweite von 600 mm aus ehemaligen Heeresbeständen misslang, wurde das bereits 1923 fertiggestellte Planum für eine Bahn mit 1.000 mm-Spur verbreitert und die Strecke am 6. August 1926 in Betrieb genommen. Im weitgehend ebenen Gäuboden hatte die Bahn die Aufgabe, die Landwirtschaft mit Gütern wie Dünger, Kohle und Baustoffen zu versorgen und vor allem die Ernte, bei der Zuckerrüben und Kohl dominierten, kostengünstig abzufahren.
Ein Vorschlag der Reichsbahndirektion Regensburg an die Stadt Straubing und andere an der Bahnstrecke nach Landau interessierte Gemeinden des Gäubodens im Jahre 1928, sich dieser Nebenbahn anzuschließen, blieb ohne Akzeptanz. Selbst eine ins Auge gefasste Verlängerung um 4 Kilometer nach Oberschneiding konnte mangels Kapital nicht verwirklicht werden. 

### Stilllegung
Die Bahngesellschaft erzielte nur in den ersten zwei Betriebsjahren einen Gewinn. Es wurden jährlich nur zwischen 7.000 t und 10.000 t transportiert. Durch die in der Nachkriegszeit schnell einsetzende Motorisierung der Landwirtschaft und wegen dringend erforderlicher Investitionen in die Strecke wurde der Betrieb am 31. Dezember 1949 eingestellt und die Strecke abgebaut. Die Bahngebäude und Laderampen wurden restlos entfernt.

## Streckenbeschreibung
Die Bahn hatte eine Streckenlänge von 7,70 Kilometern und eine Gleislänge von 8,45 km.

### Verlauf
Die Strecke lief ab der Reichsbahn-Ladestelle im an der Bahnstrecke Landshut–Plattling gelegenen Bahnhof Wallersdorf im unteren Isartal nach Norden über Vierhöfen (km 2,5) in Richtung Mattenkofen (km 4,2). Einen Kilometer vor dem Ort bog sie nach Westen ab und erreichte Büchling (km 5,8) ca. 500 m nördlich des Ortes. Während die Strecke bis hier in ebenem Gelände verlief, folgte nun eine rund 250 m lange erhebliche Steigung von 1:30 geradeaus in Richtung Münchshöfen. Der Bahnverlauf entlang der Straße bis nahe Mattenkofen ist durch den mit Bäumen und Buschwerk bewachsenen Bahnkörper noch zu erkennen. Die Strecke führte weiter über den als „Rennweg“ bezeichneten Feldweg bis zur Verladestation Münchshöfen (km 7,7) an der Straße nach Fierlbach.
Der Bogenradius auf freier Strecke lag bei 80 Metern.

### Betriebsstellen
Nachweisbar hatte die Strecke in Wallersdorf und Büchling Umfahrungsgleise, an der Endstation in Münchshöfen vermutlich auch. Alle Verladestellen waren mit einem Normalspurgleisstück ausgerüstet, auf das mit Hilfe von Ochsen oder Pferden als Zugtiere die Normalspurwagen gezogen wurden. Dadurch waren während der Be- und Entladung die Rollwagen für weitere Transporte frei. In Büchling war die Bahnzentrale mit Kohlenbunker, Wasserbehälter und einer kleinen Werkstatt.

## Fahrzeuge
Die Bahn kaufte 1926 fünf vierachsige Rollwagen von Orenstein & Koppel. Wie Fotos zeigen, wurden die Rollwagen in den beiden ersten Jahren von einer leichten Baulokomotive, Typ Lenz, gezogen. Diese Lokomotive war auch schon beim Bau der Bahn eingesetzt. 1928 kaufte die Kleinbahngenossenschaft für 3727,95 Reichsmark von der Walhallabahn die fast 40 Jahre alte Maschine Nr. 63, (Krauss 1889/2019, Bauart C n2t), die ursprünglich in Thüringen und Oberschlesien eingesetzt worden war. Nach einem schweren Unfall wurde 1932 von der zwei Jahre zuvor stillgelegten Dampfstraßenbahn Neuötting–Altötting die Lokomotive 99 133 (Krauss 1922/7986, Bayerische Pts 3/4, Bauart 1’C h2t) gekauft, sie wurde 1946 ausgemustert und 1950 zerlegt.